# Khaled Melliti (football)
Pour les articles homonymes, voir Khaled Melliti et Melliti.
Khaled Melliti, né le 22 mai 1984 à Tunis, est un footballeur tunisien évoluant au poste de milieu de terrain.
Il est le frère du footballeur Sofiène Melliti.

## Clubs
Il rejoint le Club africain à l'été 2008, à l'issue d'un accord d'échange de joueurs avec l'Étoile sportive du Sahel au cours duquel Melliti signe un contrat de trois ans en échange du joueur Ahmed Akaichi qui signe un contrat de cinq ans avec l'Étoile du Sahel.
Melliti a participé avec l'Étoile du Sahel à la coupe du monde des clubs 2007 et a joué 58 minutes lors du match pour la troisième place contre les Urawa Red Diamonds.
- juillet 2003-juillet 2008 : Étoile sportive du Sahel (Tunisie)
- juillet 2008-juillet 2011 : Club africain (Tunisie)
- juillet 2011-juillet 2013 : FC Istres (France)
- janvier-juillet 2014 : Club athlétique bizertin (Tunisie)
- juillet 2015-juillet 2016 : Club sportif de Hammam Lif (Tunisie)[2]
- juillet 2016-juillet 2017 : Avenir sportif de Gabès (Tunisie)
- juillet 2017-septembre 2019 : Stade gabésien (Tunisie)

## Palmarès
- Ligue des champions de la CAF (1) : 2007 avec l'Étoile sportive du Sahel
- Supercoupe de la CAF (1) : 2007 avec l'Étoile sportive du Sahel
- Coupe de la confédération (1) : 2006 avec l'Étoile sportive du Sahel
- Coupe nord-africaine des clubs champions (2) : 2008 et 2010 avec le Club africain
- Championnat de Tunisie (1) : 2007 avec l'Étoile sportive du Sahel
- Coupe de la Ligue tunisienne de football (1) : 2005 avec l'Étoile sportive du Sahel